# DNG

логотип DNG

DNG (англ. Digital Negative Specification) — формат файлів в цифровій фотографії, заснований на форматі TIFF/EP. Розроблений компанією Adobe Systems з метою створити стандартний формат для файлів RAW замість безлічі різних форматів різних виробників фотокамер. Анонсований 27 вересня 2004 року. Специфікації формату DNG Adobe надає безоплатно, тому будь-який виробник цифрової фототехніки може включити підтримку даного формату. Також фірма випустила програмне забезпечення для цього формату: Adobe DNG Converter, який трансформує найпопулярніші файли RAW в новий .DNG стандарт. Формат DNG разом із зображенням зберігає блок метаданих XMP і передпроглядання зображення (preview). Також в DNG передбачено стиснення даних без втрат, що дозволяє заощадити дисковий простір без застосування зовнішніх архіваторів.

## Застосунки, що підтримують DNG
- ACDSee Photo Manager
- Adobe Photoshop та Adobe Lightroom
- Adobe DNG Converter
- Aperture,
- Darktable
- DigiKam (0.10)[1]
- ExifTool
- FuturixImager
- FastStone Image Viewer
- GIMP
- ImageMagick
- GraphicsMagick
- IrfanView
- RawTherapee
- VueScan
- XnView[2]

## Фотокамери, що підтримують DNG
- Pentax: K10D, K20D, K200D, K-m
- Samsung: GX-10, GX-20
- LG: G4 (смартфон), та инші

## Виноски
1. ↑  Announcement of DNG support in DigiKam. Архів оригіналу за 22 квітня 2009. Процитовано 19 квітня 2009. [Архівовано 2009-04-22 у Wayback Machine.]
2. ↑  Complete list of the software editors [Архівовано 16 травня 2008 у Wayback Machine.] which informed Adobe of their products compatibility